# Akustischer Fingerabdruck
Ein akustischer Fingerabdruck ist ein digitaler Code zur Charakterisierung eines Klangs oder einer Audioaufnahme unter Berücksichtigung spezieller akustischer Gegebenheiten.

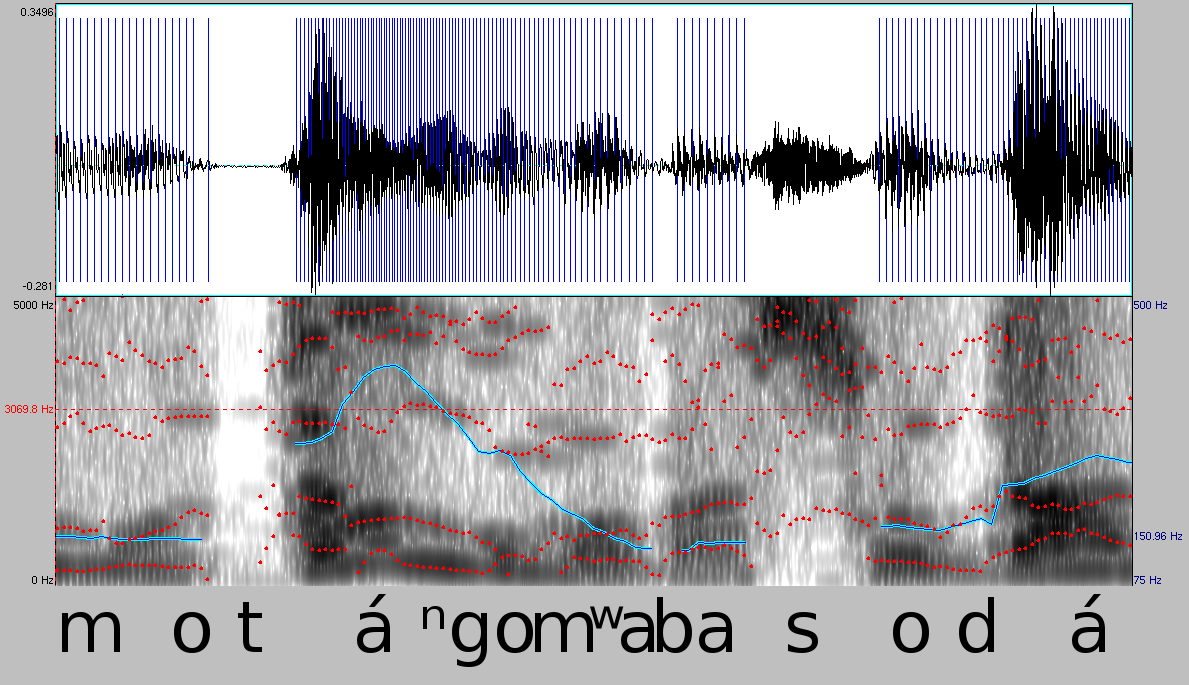
Spektrogramm einer weiblichen Stimme

Die Berechnung eines akustischen Fingerabdrucks stellt eine ähnliche Herausforderung dar wie die Audiodatenkompression, die WAV-zu-MIDI-Konvertierung oder insbesondere die Stimmerkennung: Da es sich bei natürlichen Klängen um ein komplexes Gemisch aus Frequenzen und Phasenlagen handelt, ist die Erkennung und Extraktion der spezifischen Anteile des akustischen Signals – der Nutzdaten – eine wesentliche Vorbedingung. Akustische Fingerabdrücke können sehr einfach gehaltene oder auch mit komplexen Algorithmen erzeugte Hashwerte sein. Sie können in Form von Metadaten vorliegen, die z. B. Aussagen über das Genre eines digital gespeicherten Musikstücks zulassen.
Akustische Fingerabdrücke können in Datenbanken gespeichert werden, von wo sie zur Identifikation (wie bei der Stimmerkennung oder der Erkennung einzelner Musikstücke) und Klassifizierung von neuen, unbekannten Signalen bzw. ihrer Abdrücke herangezogen werden. Der Musik-Identifikationsdienst Shazam basiert auf dem Abgleich von akustischen Fingerabdrücken und wurde speziell für Mobiltelefone und Smartphones entwickelt.
Kommerzielle Verfahren der Fingerabdruckerzeugung für Musikdaten sind u. a. TRM und AudioID. Als kostenlose Alternative dazu gibt es MAFP, sowie als freie Open-Source-Alternative dazu AcoustID.